# Podobr
Podobr je třída hvězd, které jsou jasnější než hvězdy hlavní posloupnosti nebo trpaslíci, ale ne tak jasné jako obři. Předpokládá se, že jsou to hvězdy, které přestaly spalovat vodík na helium v jádře a stávají se z nich obři. Podobři mají větší průměr a nižší teplotu než hvězdy podobné hmotnosti v hlavní posloupnosti. V Yerkesově spektrální klasifikaci je jejich třída svítivosti IV.

## Příklady
Kappa Centauri A